# Emily Addison
Emily Addison (Tennessee, 31 de mayo de 1984) es una actriz pornográfica y modelo erótica estadounidense. Ha sido portada de la revista británica Penthouse y fue elegida Pet of the Month del mes de septiembre de dicha revista en 2011.